# Venus Bay
Die Venus Bay ist eine 10 km breite Bucht an der Nordküste von King George Island im Archipel der Südlichen Shetlandinseln. Sie liegt zwischen dem False Round Point und dem Brimstone Peak.
Der schottische Geologe David Ferguson (1857–1936) gab der Bucht nach seiner Erkundungsreise (1913–1914) den Namen Esther Bay. Da jedoch der US-amerikanische Robbenfänger Esther bereits Namensgeber benachbarter geografischer Objekte ist, nahm das UK Antarctic Place-Names Committee im Jahr 1960 eine Umbenennung vor. Neuer Namensgeber ist die Venus, ein 1811 in Woodbridge (New Jersey) gebauter Zweimastschoner, der am 7. März 1821 im Rahmen der New York Sealing Expedition (1820–1821) auf ein Riff im Esther Harbour lief und sank. Die Besatzung wurde von den Begleitschiffen Esther und Emerald gerettet.